# Cihuri
Cihuri è un comune spagnolo di 160 abitanti situato nella comunità autonoma di La Rioja.